# 比布ジャンクション

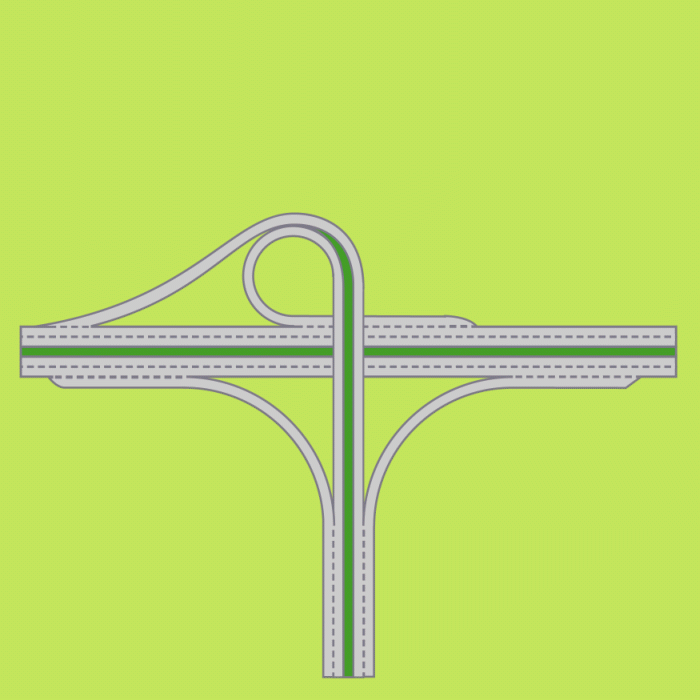
ランプ形状はトランペット型である

比布ジャンクション（ぴっぷジャンクション）は、北海道上川郡比布町北8線にある、道央自動車道と旭川紋別自動車道を結ぶジャンクション。
比布JCT料金所を併設している。
旭川紋別自動車道は国土交通省北海道開発局の管轄区間となる。

## 歴史
- 2004年（平成16年）3月27日：旭川紋別自動車道・比布JCT - 愛別IC間（旭川愛別道路）開通に伴い、道央自動車道と旭川紋別自動車道が結ばれる[1]。
- 2018年（平成30年）12月 : IC番号を「11-1」から「46」に変更[注 1]。
- 2021年（令和03年）10月：一般レーン（出口）に料金精算機を設置[4]。

## 接続する道路
- E5 道央自動車道（北海道縦貫自動車道）
- E39 旭川紋別自動車道（一般国道自動車専用道路 (B)）

## 比布JCT料金所
- ブース数：4

### 紋別・層雲峡（旭川紋別道）方向
- ブース数：2
  - ETC専用：1
  - 一般：1

### 名寄・旭川（道央道）方向
- ブース数：2
  - ETC専用：1
  - 一般：1

## 隣
E5 道央自動車道
(45) 旭川北IC - 比布大雪PA - (46) 比布JCT - (47) 和寒IC
E39 旭川紋別自動車道（旭川愛別道路）
(46) 比布JCT - (1) 比布北IC